# Nyctimene minutus
Nyctimene minutus é uma espécie de morcego da família Pteropodidae. Endêmica da Indonésia, onde é encontrada nas ilhas de Buru e Seram.